# 9565 Tikhonov
A 9565 Tikhonov (ideiglenes jelöléssel 1987 SU17; 9565 Тихонов) a Naprendszer kisbolygóövében található aszteroida. Ljudmila Ivanovna Csernih fedezte fel 1987. szeptember 18-án.